# Benedito Seviero
Benedito Onofre Seviero (Trabiju, 20 de outubro de 1931 — Santo André, 20 de janeiro de 2016) foi um compositor brasileiro, um dos mais importantes nomes da música sertaneja.
O sucesso que mais marcou a sua carreira foi a canção Boate Azul, gravada originalmente pela dupla Joaquim e Manuel.
Começou escrever música aos 18 anos, sendo que sua primeira composição, Santa Cruz da Serra, é de 1949, que foi gravada em 1952. A música lembra as Santas Missões realizadas em 1949, quando foi erguido o cruzeiro em Trabiju, que na época era distrito de Boa Esperança do Sul, e que tornou-se município em 1997.
Ao longo da sua carreira ultrapassou duas mil músicas gravadas e regravadas, com mais de trezentos intérpretes como Tião Carreiro e Pardinho, Milionário e José Rico, Bruno e Marrone, Mato Grosso & Mathias, César Menotti e Fabiano, João Mineiro e Marciano, Chitãozinho e Xororó, Jorge e Mateus, Victor e Leo, Luan Santana,Michel Teló e Cachorrão do Brega entre outros.
Foi cantor e teve dupla sertaneja, uma delas, do início dos anos 80, chamava "Evereste e Coliseu".
Morreu aos 84 anos, vítima de infarto.

## Obras (incompleto)
- A mancha do pecado (c/ Biguá)
- A marca da traição (c/ Zalo)
- A volta do seresteiro (c/ Zalo)
- Abandono (c/ Paiolzinho)
- Abismo da dor (c/ Nízio)
- Abismo da vida (c/ Palmito e Jaime Marques)
- Boate Azul (c/ Tomaz)
- Inferno da Vida (c/ Barrerito e Tomaz)
- Troféu de Dor ( c/ Gino e Ronaldo Adriano)